# 天主教里貝朗普雷圖總教區
天主教里貝朗普雷圖總教區（拉丁語：Archidioecesis Rivi Nigri），是巴西一個天主教教省總教區，位於聖保羅州東北部，下轄七個教區。
里貝朗普雷圖教區成立於1908年6月7日，1958年4月19日升為總教區。
2010年教區有教友752,000人，佔總人口70.1%。有八十二個堂區、司鐸143人。現任教區總主教為莫阿西爾·席爾瓦。